# Бромоводень
Бро́мово́день — неорганічна сполука ряду галогеноводнів складу HBr. За нормальних умов безбарвний газ. При розчинені у воді утворює бромідну кислоту і навпаки: HBr може бути звільнений з розчинів додаванням агента для зневоднення, але не дистиляцією.

## Фізичні властивості
При кімнатній температурі HBr є негорючим газом з їдким запахом, димить на вологому повітрі через сполучення з водою у повітрі. HBr добре розчинний у воді; розчиняючись, утворює бромідну кислоту, з часткою 68,85 % HBr при кімнатній температурі.
Чистий HBr утворює кристали ромбічної сингонії, просторова група Fmmm, параметри при −173 °C a = 0,5640 нм, b = 0,6063 нм, c = 0,5555 нм, Z = 4.

## Отримання
HBr може бути синтезований за допомогою кількох різних методів. Він може бути отриманий в лабораторії перегонкою розчину броміду натрію або калію з ортофосфатною кислотою або розведеною сульфатною кислотою:
{\displaystyle \mathrm {2KBr+H_{2}SO_{4}\longrightarrow 2HBr+K_{2}SO_{4}} }
Концентрована сульфатна кислота є неефективною, оскільки HBr який утворюється буде окислюватися до чистого брому:
{\displaystyle \mathrm {2HBr+H_{2}SO_{4}\longrightarrow Br_{2}+SO_{2}+2H_{2}O} }
Кислоти, які вступають в реакцію, можуть бути отримані іншими методам, наприклад, реакцією сірки і води:
{\displaystyle \mathrm {2Br_{2}+S+2H_{2}O\longrightarrow 4HBr+SO_{2}} }
Крім того, бромоводень може бути отриманий шляхом бромування тетраліну (1,2,3,4-тетрагідронафталін):
{\displaystyle \mathrm {C_{10}H_{12}+4Br_{2}\longrightarrow C_{10}H_{8}Br_{4}+4HBr} }
Такими методами отримують забруднений Br2 бромоводень, його очистку проводять, пропускаючи газ крізь Cu або фенол.

## Хімічні властивості
Водний розчин бромоводню утворює сильну одноосновну кислоту:
{\displaystyle \mathrm {HBr+H_{2}O\rightleftarrows Br^{-}+H_{3}O^{+}} }; pK=-9
Термічно HBr дуже стійкий, при температурі 1000 °C розкладаються близько 0,5 % молекул:
{\displaystyle \mathrm {2HBr\rightleftarrows H_{2}+Br_{2}} }
Бромоводень є відновником, повільно окислюється на повітрі, через що водні розчини, з часом, забарвлюються в бурий колір:
{\displaystyle \mathrm {4HBr+O_{2}{\xrightarrow {\tau ^{o}C}}\ 2Br_{2}+2H_{2}O} }
HBr здатен приєднуватися до ненасичених органічних сполук, наприклад, алкенів. Такі взаємодії, подібно до реакцій іншими галогеноводнями, проходять згідно правила Марковникова:
{\displaystyle \mathrm {HBr+CH_{3}CH{=}CH_{2}\longrightarrow CH_{3}CHBr{-}CH_{3}} }

## Використання
HBr використовується для виробництва алкілбромідів зі спиртів:
{\displaystyle \mathrm {ROH+HBr\longrightarrow RBr+H_{2}O} }
Крім того, HBr використовується для синтезу епоксидів, а також лактонів. Бромоводень каталізує багато органічних реакцій.
HBr був запропонований для використання в комунальних цілях, для заміни води в батареях.